# Atamiri
Atamiri o ATAMIRI MT-System es un software de traducción multilingüe desarrollado por  IGRAL, un grupo de investigación en ingeniería del lenguaje, bajo la conducción del científico e investigador boliviano Iván Guzmán de Rojas. El primer prototipo de Atamiri fue presentado en 1985, siendo el primer sistema de traducción automática de capacidad multilingüe real y de base de lenguaje extensible mediante el enriquecimiento de su base de datos léxica y gramatical. Una vez que el sistema "aprende" un idioma, éste puede ser utilizado como idioma fuente o de destino en el entorno multilingüe implementado por Atamiri.

## Etimología
Atamiri deriva de la palabra aimara atamaña que quiere decir interpretar y a la cual, al añadirse el sufijo iri, significa "el traductor" o "el intérprete".

## ¿Cómo funciona el sistema?
De acuerdo al creador de Atamiri-MT  el proceso de traducción entre diferentes idiomas requiere la realización de transformaciones sintácticas de las estructuras del idioma de origen a las estructuras del idioma de destino, lo que es mucho más fácil de realizar mediante una matriz de representación de lenguaje que con una estructura de árbol, debido a que en una representación matricial del lenguaje, las transformaciones se reducen a productos de matriz.
El sistema está conformado por un conjunto de programas de procesamiento de lenguaje natural y una base de datos léxica y gramatical, diseñados para servir como herramienta de soporte de un centro de traducción; y puede adaptarse para operar en una red de comunicaciones como un traductor interactivo de respuesta inmediata.
El diseño interlingua de Atamiri y su motor de traducción multilingüe permiten la implementación de un nuevo lenguaje sin la necesidad de programación adicional, a través del ingreso de entradas léxicas en un dominio dado del nuevo lenguaje, teniendo el sistema la capacidad de usar el nuevo idioma como fuente y como idioma de destino en relación con todas las demás lenguas incluidas en el sistema.
El modelo lingüístico utilizado para el desarrollo y funcionamiento del sistema Atamiri se basa en la representación del lenguaje formal del idioma aimara que es utilizado como puente sintáxico o interlingüa gracias a representación formal de la estructura algorítmica matricial del aimara, lo que hace posible la traducción simultánea de un idioma de origen a varios otros idiomas de destino.

## Historia
El origen del Sistema Atamiri-MT se remonta a marzo de 1979, cuando el ingeniero boliviano Iván Guzmán de Rojas escribe el estudio Problemática Lógico-Lingüística de la Comunicación Social con el Pueblo Aymara, publicado en 1982 y 1985 en español, inglés y francés, donde se demuestra la característica algorítmica de la sintaxis del aimara.
El sistema fue desarrollado por Guzmán de Rojas entre 1980 y 1985.
En 1984, con el apoyo de la oficina de la UNESCO en Montevideo, el grupo IGRAL comenzó a introducir lexemas del idioma aimara al sistema, realizando pruebas mediante la traducción textos al idioma aimara utilizando Atamiri con el propósito de revitalizar el antiguo lenguaje andino mediante el desarrollo de textos escolares para educación bilingüe. El proyecto inicial fue discontinuado debido a la falta de fondos, priorizando el Grupo IGRAL la traducción del inglés al español en razón a contratos suscritos con la Comisión del Canal de Panamá y la empresa Wang.
En marzo de 1985, bajo los auspicios del Secretario General de la OEA, Iván Guzmán de Rojas presentó en Washington, Estados Unidos, el primer prototipo del sistema capaz de traducir simultáneamente del inglés al español, francés y alemán, y del español a los otros tres idiomas. Atamiri fue presentado como el primer sistema de traducción automática multilingüe, de base de lenguaje extensible.
Desde 1986, con la participación de Gladys Dávalos y Marcel Guzmán de Rojas, el equipo de investigación y desarrollo liderado por Iván Guzmán de Rojas desarrolló versión operacional del sistema Atamiri que fue probada con éxito en varios centros de traducción en equipos Wang Vs.
La mayoría de las subrutinas del sistema fueron escritas inicialmente en BASIC y las primeras versiones de Atamiri funcionaban en computadoras Wang-VS. En 1988 se comenzó a migrar el sistema al lenguaje C y a plataformas abiertas en DOS bajo sistema operativo Novell y Windows.
Desde 1985 hasta 1988, el sistema se utilizó en la Oficina de Traducción del Canal de Panamá y en el Centro Internacional de Traducciones (ITC) de Wang, también de Panamá, para la traducción de manuales técnicos del inglés al español.
En 1987 se realizaron pruebas con el sistema para la traducción de textos técnicos del inglés al alemán, holandés, francés e italiano en los Centros de Traducciones Wang en Europa. En 1988 el sistema fue utilizado para realizar traducciones del inglés al sueco en el Centro de Traducción Wang de Estocolmo.
Debido al cierre de los centros de traducción de Wang en Europa a finales de 1989 se discontinuó la versión de Atamiri para equipos Wang VS.
En 1990, se desarrolló una nueva versión de PC para redes Novell que fue probada en la Oficina de Internacionalización de productos de Bull en París, realizando esta empresa una propuesta para adquirir la tecnología que no se concretó. También en 1990, se probó el sistema en Bournemouth, Inglaterra en la consultora David Stanton Associates; sin embargo el sistema no pudo ser utilizado comercialmente debido a la reducida cobertura de terminología técnica especializada en el diccionario de Atamiri.
En 1993, a partir de una invitación de CompuServe, Atamiri fue instalado en Data Technologies Office en Cambridge, Inglaterra, con el objetivo de evaluar y comparar el sistema respecto a otros diez para la traducción del inglés al francés de textos típicos en el intercambio de mensajes en la red de CompuServe.
En 1994, gracias a una donación de equipos, el grupo IGRAL pudo retomar el proyecto inicial, enriqueciendo la base de datos de Atamiri con la introducción de lexemas del aimara nuevamente.

## Atamiri 2000 y Qopuchawi
El desarrollo del sistema Atamiri se abandonó durante casi una década, hasta que en enero de 2001, en la ciudad de La Paz, se realizaron nuevamente pruebas de la capacidad multilingüe de Atamiri con la implementación del idioma rumano en el sistema, presentándose luego el prototipo resultante en la UNESCO en París.
Se logró rescatar el sistema de obsolescencia debido a su plataforma operativa. Actualmente existen versiones de Atamiri-MT para Windows y UNIX.
Gracias al patrocinio de la Unión Latina y NEOTEC, una versión de Atamiri fue utilizada para proveer un servicio de mensajería con traducción simultánea en treinta idiomas, conocido como Qopuchawi y disponible de forma gratis en www.atamiri.cc/qopuchawi.
Actualmente Atamiri se opera a pequeña escala por el grupo de investigación en ingeniería del lenguaje IGRAL, ofreciendo servicios de traducción a través de correo electrónico, con el objetivo de enriquecer la base de datos léxica del sistema y mejorar su capacidad gramatical.